# Manete de empuxo

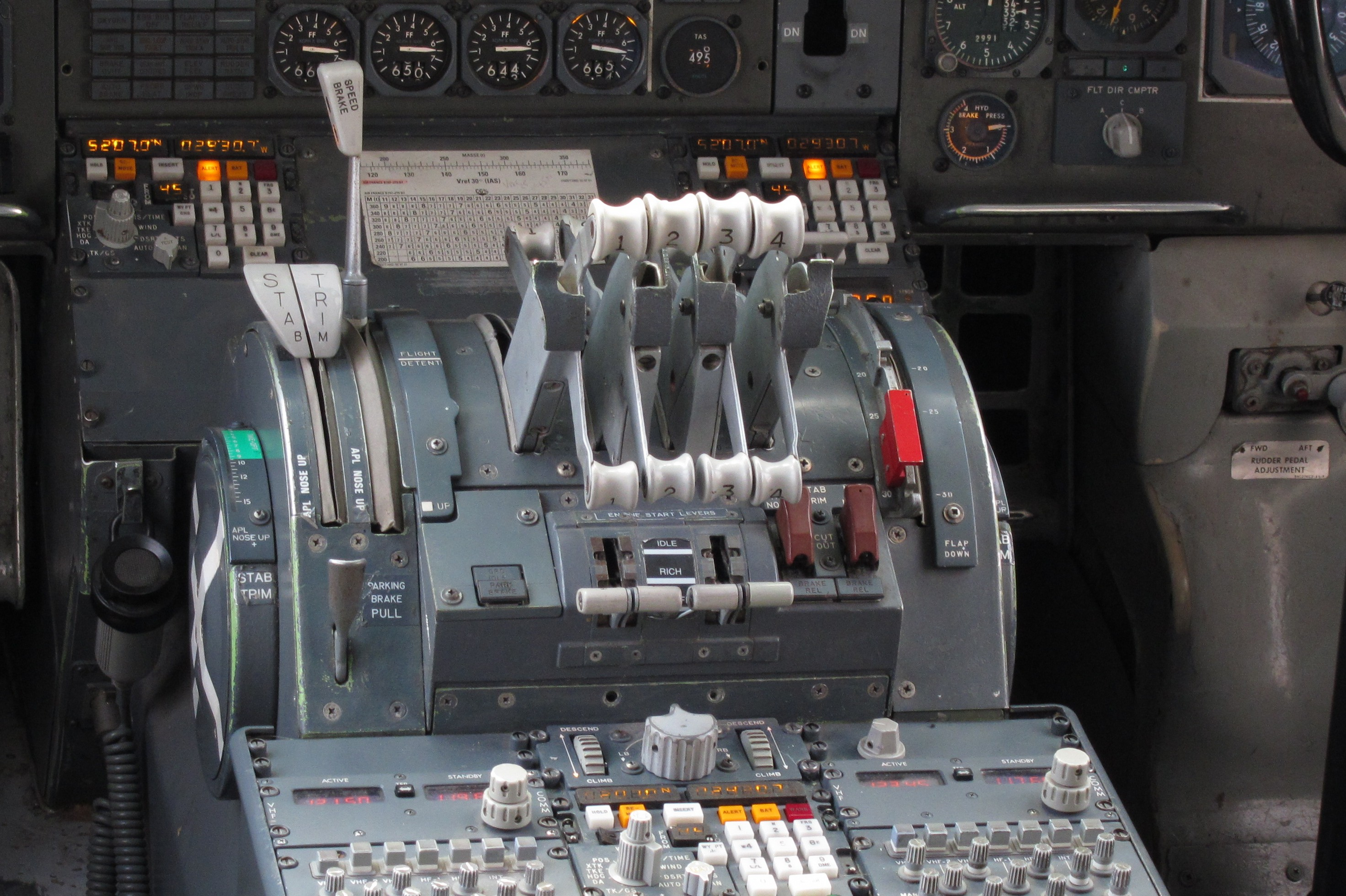
Manetes de empuxo em um Boeing 747. As alavancas centrais e traseiras são usadas para controlar o empuxo, enquanto as alavancas dianteiras controlam o reversor.

Manetes de empuxo ou manetes de aceleração são alavancas encontradas no cockpit das aeronaves e são usadas pelo piloto, copiloto ou piloto automático para controlar o empuxo dos motores.
Em aeronaves de menor porte as alavancas ficam localizadas no console central ou no painel. Em aviões multi-motor, normalmente existe um manete para cada motor, cada um identificado com o número correspondente ao motor controlado. Piloto e copiloto têm seu próprio conjunto de manetes. Em alguns aviões mais antigos, os pilotos compartilhavam um único conjunto de alavancas e um segundo conjunto era instalado na estação de engenheiro de voo. Em ambos os casos, os comandos das alavancas são interligados e quando se move um conjunto de alavancas, resulta em um mesmo movimento no outro conjunto.
Nos aviões equipados com reversores de empuxo, o controle para cada reversor normalmente encontra-se junto ao respectivo manete. A posição dos manetes é definida pelo ângulo de acionamento (Throttle Lever Angle, em inglês - TLA ou Ângulo da Alavanca do Acelerador), na comunicação entre a tripulação e desta com os controladores de voo. Quanto maior o ângulo, maior o empuxo do motor.

## Funcionamento
A conjunto dos manetes de aceleração frequentemente incorpora dispositivos de sensibilidade artificial, chamado de Unidade de Sensibilidade Artificial (Artificial Feel Unit, em inglês), cuja função é aumentar a resistência ao movimento da alavanca, proporcionalmente ao aumento do suprimento de combustível para os motores.pg.142 Microinterruptores instalados no conjunto são acionados pelos manetes para fechar as válvulas de combustível quando estão no final de curso para trás. Ao acionar os manetes para a frente, os interruptores abrem as válvulas de combustível, que permanecem abertas durante o funcionamento normal da aeronave na decolagem e voo, controlando gradualmente a vazão de combustível para os motores, conforme a posição do manete. O comando das válvulas de combustível pode ser feito por dispositivos mecânicos (cabos, hastes, atuadores e alavancas) ou eletroeletrônicos.